# Xavier Doherty
Xavier Doherty (ur. 22 listopada 1982 w Scottsdale) – australijski krykiecista, reprezentant kraju, leworęczny rzucający techniką left-arm orthodox spin.